# Il reame perduto
Il reame perduto è il primo libro della saga Cronache del regno della fantasia, scritta dagli autori di Geronimo Stilton, che viene rappresentato come autore del romanzo.

## Storia editoriale
Il libro è stato tradotto in francese, catalano, coreano, olandese, spagnolo e altre lingue.

## Trama
Vi fu un tempo assai lontano in cui il Regno della Fantasia era abitato da molti popoli che vivevano in pace e armonia. Per tenere viva l'amicizia tra tutte le genti, le fate collocarono in ogni reame un Portale, un passaggio per trasportare gli abitanti nelle immense terre del Regno. Ma le streghe cercarono di approfittarne, tramando nell'oscurità. Nessuno si accorse di ciò che stava accadendo, finché non fu troppo tardi. Fu così che iniziò la storia del Reame Perduto. Gli Elfi dei Boschi, mentre soccombevano sotto il giogo della Nera Regina, riuscirono a far fuggire Audace, il prescelto. Audace era solo un bambino quando giunse nel regno degli Elfi Stellati. Fu nel suo quindicesimo compleanno, nell'anno della Stella Fulgente, che scoprì il mistero che circondava il Portale e il Reame da cui proveniva. E decise di andare incontro al proprio destino.

## Personaggi
- Ombroso: è un ragazzo di 15 anni, coraggiosoe determinato. Ha gli occhi seri e verde scuro, come i capelli. Proviene dal Reame Perduto, perciò è un elfo Boschivo ed è il "prescelto" che potrà salvare il suo popolo e tutto il Regno della Fantasia dal giogo della Nera Regina, Stria, la Regina delle Streghe. Un tempo si chiamava Audace, ma una volta arrivato nel reame delle Stelle, i suoi genitori e gli abitanti cominciarono a chiamarlo Ombroso, perché era difficile farlo sorridere ed era solitario e timido, a differenza degli Elfi Stellati che avevano un carattere allegro e giocoso. Sembra inoltre che sia innamorato di Spica. La sua arma è una spada, Veleno, intrisa del veleno di uno scorpione. È un'arma molto particolare che lo aiuterà a fare luce sul suo passato.
- Regulus: fratello di Spica, è un ragazzo Stellato di 16 anni, coraggioso, gentile, un po' imbranato e goloso. Ha gli occhi celesti e i capelli color del grano ed è di corporatura muscolosa. Ha voluto accompagnare Ombroso nella sua missione nel regno dei Boschi per salvare i Boschivi, pur conoscendo i pericoli che c'erano laggiù, nel "Reame Perduto". Conoscerà Robinia, elfa Boschiva, con la quale inizialmente sarà continuamente a litigare, ma poi scoprirà di provare un sentimento più forte nei confronti della ragazza.
- Spica: sorella di Regulus, è un'elfa Stellata di 13 anni. È timida e sensibile, ma anche determinata e leale. Ha grandi occhi celesti e lunghe trecce bionde, che poi taglierà in cortissimi capelli color del miele per liberarsi della melma appiccicosa dei Crepuscolari, pipistrelli al servizio della Nera Regina. Insieme al mago Stellarius andrà in aiuto del fratello e di Ombroso al termine della missione che il mago le aveva chiesto di svolgere insieme a lui. La sua arma è un arco fatato in grado di adattare le frecce che scocca all'avversario che Spica si trova davanti. Alla fine si rivela molto più importante di quello che si potesse pensare. All'inizio della storia inizia a piacerle Ombroso, nonostante si comporti sempre da buona amica con lui.
- Robinia: è la quarta protagonista del racconto, quattordicenne, giovane e testarda elfa Boschiva, che a volte tende ad essere impulsiva e a non ascoltare gli altri, nonostante in fondo sia gentile e coraggiosa. Aiuta Ombroso e Regulus a compiere la loro missione per salvare i Boschivi. I due accettano, perché è l'unica a conoscere il Regno Perduto, essendo anche l'unica erede al trono. Ha un piccolo draghetto piumato, Zolfanello, che è il suo migliore amico. Si scopre innamorata di Regulus.
- Stellarius: è un grande mago, molto potente, consigliere del re degli Elfi Stellati. Indossa un'ampia tunica, lunga fino a terra, con un cappuccio. Ha un volto rugoso e occhi profondi e il suo carattere non è affatto gentile: ha modi bruschi e parla sempre con tono burbero e scocciato a tutti. Nonostante questo è un grande mago, molto saggio, e aiuterà Spica ad attraversare lo Specchio delle Orde e le insegnerà a usare meglio l'arco per combattere. Portò dei doni a Eridanus (padre di Spica e Regulus) da parte di Floridiana, la Regina delle Fate, la notte in cui trovò un il piccolo Ombroso davanti alla porta della sua casa, la Specola, scaraventato fuori dal portale.
- Cacciatore: uomo misterioso incontrato nei boschi del Reame Perduto, sembra inizialmente un alleato delle streghe. In seguito prende un ruolo molto importante nella storia, soprattutto per quanto riguarda il suo passato misterioso.

## Edizioni
- Geronimo Stilton, Il reame perduto, Milano: Edizioni Piemme, 2008
- Geronimo Stilton, Il reame perduto, Casale Monferrato: Piemme junior, 2008
- Geronimo Stilton, Il reame perduto, Milano: Piemme junior bestseller, 2011